# 에세키엘 아빌라
루이스 에세키엘 "치미" 아빌라 (Luis Ezequiel "Chimy" Ávila, 1994년 2월 6일 ~ )는 아르헨티나의 축구 선수이며, 베티스에서 공격수로 뛰고 있다.

## 클럽 경력
2019년 6월 27일, CA 오사수나는 산 로렌조와 Ávila의 이적에 대한 합의를 이뤘다. 그는 2,700만 유로의 이적료로 4년 계약을 체결했다. 그는 클럽 데뷔전인 8월 17일 원정에서 CD 레가네스를 상대로 경기의 유일한 골을 넣었다. 2020년 1월, Ávila는 왼쪽 무릎을 다치면서 시즌의 나머지 기간 동안 기선을 기다려야 했다. 9월, 복귀에 가까웠지만, 오른쪽 무릎에서 같은 부상을 입었다. Ávila는 2021년 3월에 부상에서 돌아와, 435일 동안 기다린 후 4월 3일 헤타페 CF와의 홈 경기에서 0-0으로 비겼다.
2024년 2월 1일, Ávila는 동료 상위 리그 팀인 레알 베티스와 3년 반 계약을 체결했다. 이에 따라 400만 유로와 추가 조건이 포함된 이적료가 지불되었다.